# Coupe Icare
Coupe Icare (pt: Copa Ícaro) é o maior festival de esportes aéreos do Mundo.
O evento acontece anualmente nos Alpes Franceses, próximo à cidade de Grenoble.

## História
A competição nasceu em 1964, na pequena cidade de Saint Hilaire du Touvet, quando alguns pilotos de asa-delta da região decidiram organizar um pequeno campeonato. O campeonato acabou se tornando a primeira competição oficial do esporte no continente Europeu. O evento foi ganhando cada vez mais elementos, até se transformar em um mega-acontecimento, que reúne pessoas do mundo todo, num festival multiatrativo que conta com apresentações e acrobacias em parapentes, paramotores, asas delta, paraquedas, planadores, balões, skydiving, wingsuit e até pequenos aviões.